# Marumbi
Marumbi est une municipalité brésilienne située dans l'État du Paraná.